# Adolf Kristoffer Nielsen
Adolf Kristoffer Nielsen (Oslo, 11 januari 1890 – 28 juli 1960) was een Noors componist en dirigent.
Nielsen was zowel componist alsook dirigent. Van 1922 tot 1956 was hij kapelmeester aan Det Norske Teatret in Oslo. Als componist schreef hij toneelmuziek, vocale muziek, werken voor harmonieorkest en filmmuziek. 

## Composities

### Werken voor harmonieorkest
- 1959 Fjellsangen

### Vocale muziek

#### Liederen
- Zodiacs uit de filmmuziek tot "Gjest Bårdsen", voor zangstem en orkest

### Filmmuziek
- 1939 Gjest Bårdsen
- 1942 Trysil-Knut